# 헤르만 그라스만
헤르만 귄터 그라스만(독일어: Hermann Günther Graßmann, 1809년 4월 15일 ~ 1877년 9월 26일)은 독일의 수학자이자 언어학자이다. 인도유럽어족의 연구와 선형대수학에 기여하였다.

## 생애

### 유년
1809년 4월 15일에, 당시 프로이센에 속했던 슈체친에서 태어났다. 아버지 유스투스 귄터 그라스만(독일어: Justus Günter Graßmann)은 목사이자 슈체친 김나지움의 수학·물리학 교사였다. 그라스만은 12명의 자녀 가운데 3번째로 태어났다.
슈체친 김나지움을 다녔고, 1827년에 상경하여 베를린 훔볼트 대학교에서 신학을 공부하였다. 이 밖에 라틴어나 그리스어, 문학, 철학 수업도 수강하였으나, 수학이나 물리학은 공부하지 않았다.

### 성년
1830년에 슈체친으로 귀향하였다. 이후 수학에 관심을 가져, 수학 교사 자격 시험에 응시하였으나, 낮은 점수를 받아 초등학교 교사밖에 될 수 없었다. 이 동안 그라스만은 아무런 수학 교육 없이 선형대수학을 독자적으로 개발하고 있었다.
1834년에 베를린 상업학교(Gewerbeschule)에서 수학 교사로 일했으며, 이듬해 슈체친으로 돌아와 오토 학교(독일어: Otto-Schule)에서 수학·물리학·국어·라틴어·종교 과목을 가르쳤다. 1835~1839년 동안 그라스만은 교사 자격 시험에 대시 응시하여, 수학·물리학·화학·광물학을 고등학교에서 가르칠 자격을 땄다.
1840년에 논문 《조수 간만 이론》(독일어: Theorie der Ebbe und Flut)을 출판하였다. 이는 선형대수학의 시초로 여겨지며, 벡터 공간의 개념이 최초로 등장한다. 1844년에는 자신의 이론을 집대성한 논문 《선형 확장 이론: 수학의 새 분야》(독일어: Die Lineale Ausdehnungslehre, ein neuer Zweig der Mathematik)를 출판하였다. 이 이론에서, 그라스만은 임의의 차원에서의 벡터 공간을 추상적으로 취급하였고, 4차원 이상의 공간의 개념이 일관적임을 보였다. 이듬해 1845년에는 《새로운 전기역학》(독일어: Neue Theorie der Elektrodynamik)에서 벡터를 사용하여 전기역학을 다루었다. 그러나 공식적 수학 학력이 없었던 그라스만의 업적은 당시 수학자들에게 외면받았다.
1847년에 프로이센 교육부에 대학 교수 지원서를 보냈으나, 이를 심사했던 에른스트 쿠머는 그라스만의 선형대수학 이론을 이해하지 못하고 낙제시켰다. 1852년에 아버지가 교사로 일했던 슈체친 김나지움에 임용되었다.
자신의 이론이 무시된 것을 보고, 1862년에 그라스만은 자신의 논문을 더 쉽고 엄밀한 언어로 다시 써 《체계적이고 엄밀하게 해설한 확장 이론》(독일어: Die Ausdehnungslehre: Vollständig und in strenger Form bearbeitet)이라는 제목으로 출판하였다. 그러나 이 역시 당시 학계에서 완전히 무시당했다. 그라스만의 출판사는 1864년에 그라스만에게 "귀하의 책 《확장 이론》은 절판된 지 오래입니다. 귀하의 책은 거의 팔리지 않아서, 약 600여 권의 책들은 다 재활용되었고, 남은 몇 권은 팔려, 지금 재고가 한 권 남아 있습니다."라는 편지를 보냈다.

### 말년
학계의 냉담한 반응에 낙심한 그라스만은 수학에 흥미를 잃고, 대신 언어학을 연구하기 시작하였다. 그라스만은 1863년에 인도유럽어족의 음운 변화에 대한 그라스만 법칙을 발표하였다. 이 업적으로 그라스만은 미국 동양학회(영어: American Oriental Society) 회원으로 선출되었고, 1876년에 튀빙겐 대학교 명예 박사 학위를 수여받았다. 이 밖에도 그라스만은 리그베다의 독일어역을 1876년~1877년 동안 출판하였다.
1877년 9월 26일에 68세의 나이로 슈체친에서 사망하였다.

## 저서
- Graßmann, Hermann (1844). 《Die Lineale Ausdehnungslehre: ein neuer Zweig der Mathematik: Dargestellt und durch Anwendungen auf die übrigen Zweige der Mathematik, wie auch auf die Statik, Mechanik, die Lehre vom Magnetismus und die Krystallonomie erläutert》 (독일어). 라이프치히: Verlag von Otto Wigand.
  - 《선형 확장 이론: 수학의 새 분야. 수학의 타 분야 · 정역학 · 동역학 · 자기학 · 결정학에 대한 응용 및 해설》
- Grassmann, Hermann; Möbius, A. F. (1847). 《Geometrische Analyse geknüpft an die von Leibniz erfundene geometrische Charakteristik》 (독일어). 라이프치히: Weidmann’sche Buchhandlung.
  - 《라이프니츠가 발명한 기하학적 특성에 대한 기하학적 분석》
- Grassmann, Hermann (1862). 《Die Ausdehnungslehre. Vollständig und in strenger Form bearbeitet》 (독일어). 베를린: Verlag von Th. Chr. Fr. Enslin.
  - 《체계적이고 엄밀하게 해설한 확장 이론》
- Grassmann, Hermann (1873). 《Wörterbuch zum Rig-Veda》 (독일어). 라이프치히: F. A. Brockhaus.
  - 《리그베다 사전》
- Grassmann, Hermann (1876). 《Rig-Veda übersetzt und mit kritischen und erläuternden Anmerkungen versehen. Erster Theil. Die Familien-Bücher des Rig-Veda (zweites bis achtes Buch)》 (독일어). 라이프치히: F. A. Brockhaus.
- Grassmann, Hermann (1877). 《Rig-Veda übersetzt und mit kritischen und erläuternden Anmerkungen versehen. Zweiter Theil. Sammelbücher des Rig-Veda (erstes, neuntes, zehntes Buch)》 (독일어). 라이프치히: F. A. Brockhaus.
  - 《비평·해설 주석이 추가된 리그베다의 번역. 1권: 가족의 서(書) (2〜8장). 2권: 목록의 서(書) (1장·9장·10장)》

## 같이 보기
- 브라-켓 표기법
- 기하적 대수학
- 다중선형대수학

## 참고 문헌
1. ↑  Grassmann, Hermann (1863). “Ueber die aspiraten und ihr gleichzeitiges vorhandensein im an- und auslaute der wurzeln”. 《Zeitschrift für vergleichende Sprachforschung auf dem Gebiete des Deutschen, Griechischen und Lateinischen》 (독일어) 12 (2): 81–110. JSTOR 40844346.

- Fearnley-Sander, Desmond (1982년 3월). “Hermann Grassmann and the prehistory of universal algebra”. 《The American Mathematical Monthly》 (영어) 89 (3): 161–66. doi:10.2307/2320198. ISSN 0002-9890. JSTOR 2320198.
- Rowe, David E. (2010년 3월). “Debating Grassmann’s mathematics: Schlegel versus Klein”. 《Mathematical Intelligencer》 (영어) 32 (1): 41–8. doi:10.1007/s00283-009-9094-2. ISSN 0343-6993.
- Schubring, Gert, 편집. (1996). 《Hermann Günther Graßmann (1809–1877): visionary mathematician, scientist and neohumanist scholar. Papers from a sesquicentennial conference》. Boston Studies in the Philosophy of Science (영어) 187. Springer-Verlag. doi:10.1007/978-94-015-8753-2. ISBN 978-90-481-4758-8. ISSN 0068-0346.
- Petsche, Hans-Joachim; Kannenberg, Lloyd; Keßler, Gottfried; Liskowacka, Jolanta, 편집. (2009). 《Hermann Graßmann – roots and traces. Autographs and unknown documents》 (영어). Birkhäuser. doi:10.1007/978-3-0346-0155-9. ISBN 978-3-0346-0154-2.